# Åke Sandgren
Åke Sandgren (Umeå, 13 maggio 1955) è un regista, sceneggiatore e produttore cinematografico svedese naturalizzato danese, vincitore del Premio Guldbagge per il miglior regista, un Premio Robert e un Orso d'oro per il miglior cortometraggio.

## Biografia
Laureatosi all'Università di Stoccolma nel 1979, si trasferisce in Danimarca per studiare alla Scuola cinematografica danese tecniche di regia. Diplomatosi nel 1982 intraprende l'attività di sceneggiatore e regista in produzioni del suo Paese di origine e di quello ospitante. Nel 1984 conquista l'Orso d'oro nella sezione cortometraggi con la sua prima opera Cykelsymfonien. Nel 1995 aderisce al movimento Dogma 95.

## Filmografia
- Miraklet i Valby (1989)
- Colpo di fionda (Kådisbellan) (1993)

## Premi e riconoscimenti
- Festival internazionale del cinema di Berlino - 1984
  - Orso d'oro per il miglior cortometraggio - Cykelsymfonien
- Guldbagge - 1989 
  - Miglior film - Miraklet i Valby
  - Miglior regista - Miraklet i Valby
  - Migliore sceneggiatura - Miraklet i Valby
- Premio Robert
  - 1990 - Migliore sceneggiatura - Miraklet i Valby